# Kapitan (koszykówka)
Ten artykuł opisuje zagadnienie koszykarskie zgodne z normami FIBA.
Zasady w ligach NBA, NCAA lub innych mogą różnić się od tutaj przedstawionych.

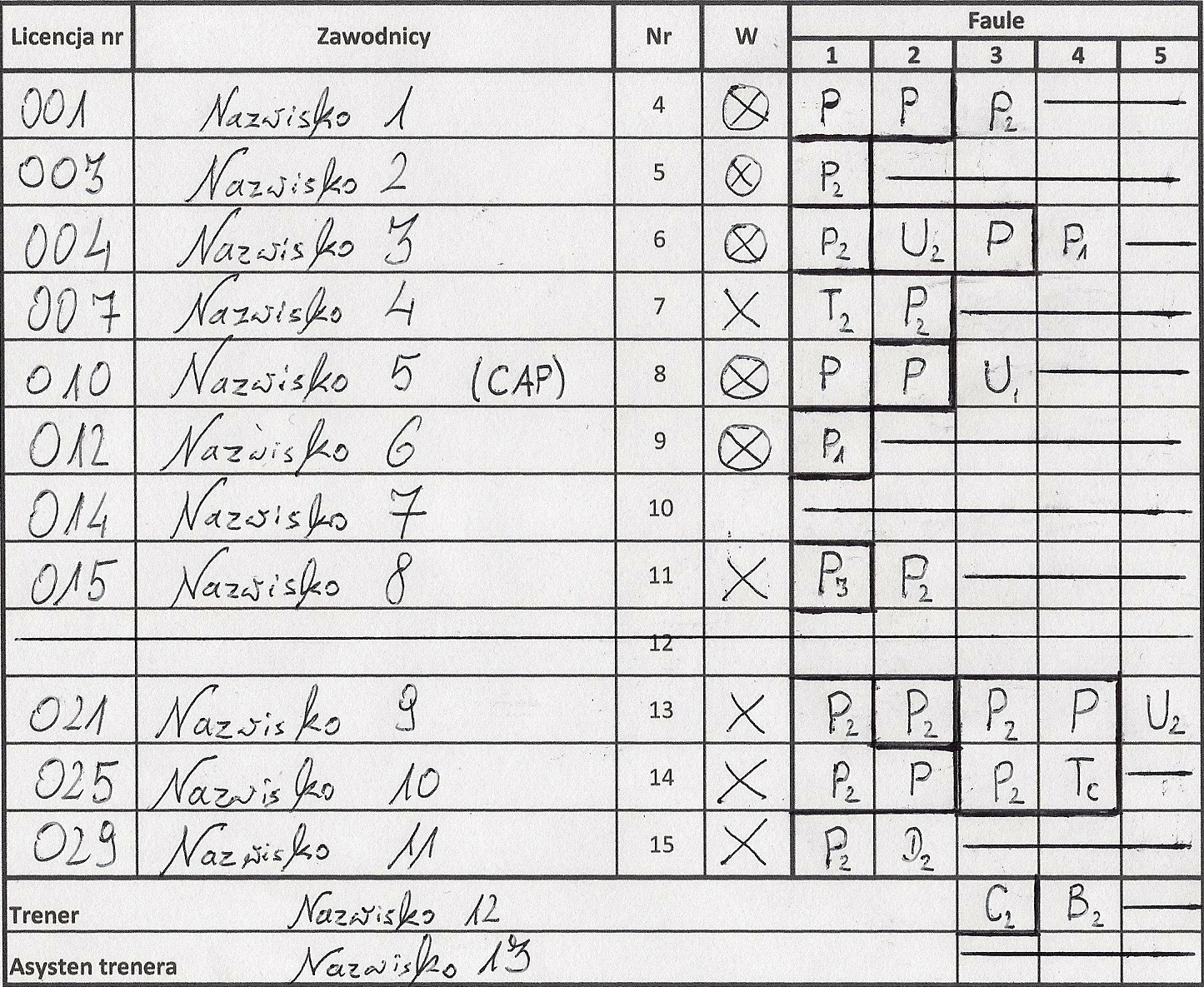
W protokole kapitan oznaczony jest skrótem CAP.

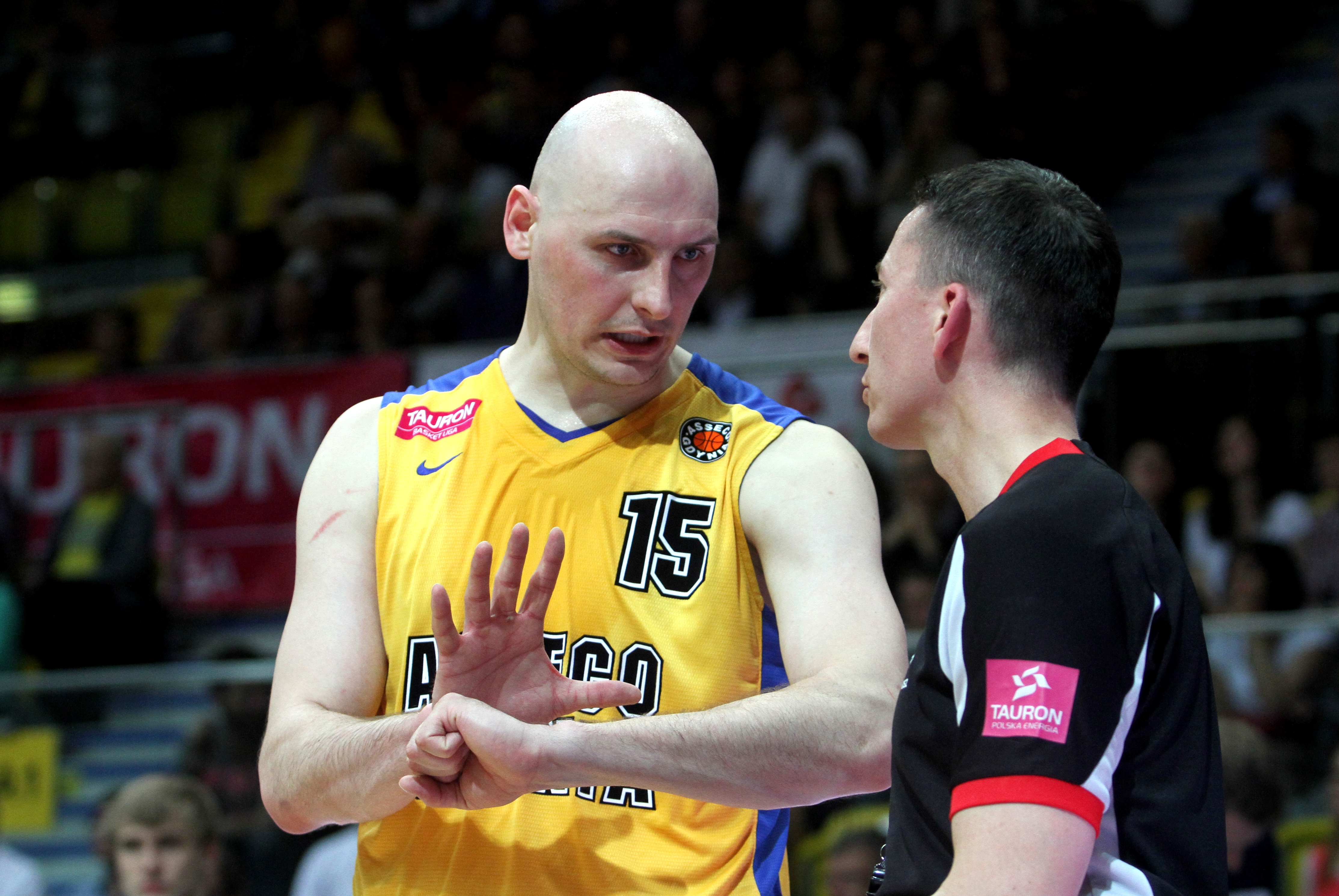
Zawodnik zwraca się do sędziego

Kapitan – to w koszykówce uprawniony do gry członek drużyny pełniący specjalną funkcję.
Kapitan w protokole meczu oznaczany jest symbolem "CAP". Również jego strój powinien wyróżniać się w jakiś sposób od strojów pozostałych graczy (np. przyszytą wstążką na ramieniu koszulki z literą "C" lub napisem "CAP").
Podczas meczu kapitan ma prawo zwracać się do sędziów w celu uzyskania informacji, ale tylko gdy spełnione są następujące warunki:
- kapitan zwraca się w sposób uprzejmy,
- piłka jest martwa,
- zegar czasu gry jest zatrzymany[3].

Jeśli drużyna chce złożyć protest, kapitan informując sędziego głównego, składa podpis w protokole meczu w rubryce Podpis kapitana w przypadku protestu. 
W przypadku dyskwalifikacji trenera i niemożności zastąpienia go przez asystenta trenera, obowiązki trenera przejmuje kapitan drużyny.
Jeśli kapitan nie jest obecny na boisku, trener wyznacza innego zawodnika (informując o tym sędziego), który będzie pełnił funkcję kapitana na boisku.